# Холмск-Сортировочный

Холмск-Сортировочный (также Поляково) — крупная сортировочная железнодорожная станция Сахалинского региона Дальневосточной железной дороги. Расположена в пригородной зоне города Холмск. Станция является важнейшим связующим звеном, которое соединяет Сахалинскую железную дорогу с основной железнодорожной сетью страны.

## История
Станция была открыта в 1921 году в посёлке Тэи (Поляково). В 1946 году после перехода станции под контроль СССР станция получила название Поляково по названию рыбацкого посёлка. В 1970-е годы посёлок вошёл в состав города, а станция — в состав железнодорожного узла. Роль станции повысилась со строительством в 1969—1973 годах паромной переправы. В 1991 году была введена в строй вторая очередь переправы, а станция официально была переименована в Холмск-Сортировочный.

## Описание
Станция является железнодорожным узлом, от которого расходятся пути на юг (Невельск), восток (Николайчук, до 1994 года — Южно-Сахалинск), северо-запад (торговый порт, Ванино) и северо-восток (Чехов, Томари, Южно-Сахалинск). Станция непосредственно взаимодействует с паромной переправой Холмск — Ванино, отгружает и загружает вагоны, формирует грузовые составы для островной магистрали. Станция постоянно загружена различными составами, число вагонов доходит до 400-х. Станция вытянута на 4 км, южная половина станции состоит из железнодорожного вокзала, перед которым проложено восемь путей, северная половина — из 16 путей на причалы порта и паромной переправы, а также портового депо и пункта по перестановке вагонов с колеи 1520 мм на колею 1067 мм.

## Деятельность
Со станции Холмск-Сортировочный в область направляется различное оборудование для нефтяной, угольной промышленности, стройматериалы, прокат чёрных металлов (рельсы и трубы), различная техника, контейнеры ИСО, цистерны с нефтепродуктами. На станцию прибывают грузовые вагоны с углём, древесиной, пиломатериалами, металлоломом, рефрижераторы с рыбой и морепродуктами.